# كبلر-62b
كيبلر 62 بي (بالإنجليزية: Kepler-62b)‏ الذي يرمز له بالرمز KOI-701.02، هو كوكب خارج المجموعة الشمسية، في كوكبة القيثارة، يتبع Kepler-62.

## الاكتشاف
اكتشف في 18 أبريل 2013.